# Sŏhŭng
Sŏhŭng (kor. 서흥군, Sŏhŭng-gun) – powiat w Korei Północnej, w centralnej części prowincji Hwanghae Północne. W 2008 roku liczył 100 887  mieszkańców. Graniczy od północy z powiatami Yŏnt’an i Suan, od zachodu z powiatem Pongsan, od południa z powiatem Rinsan, a od wschodu z powiatem Sin’gye. Gospodarka powiatu oparta jest na rolnictwie.

## Historia
Przed wyzwoleniem Korei spod okupacji japońskiej, w skład powiatu wchodziło 12 miejscowości (kor. myŏn) oraz 101 wsi (kor. ri).
- 1 października 1943 – status miejscowości Sinmak (Sinmak-myŏn) do rangi miasteczka (Sinmak-ŭp).
- grudzień 1952 – z terenów wsi (kor. ri) należących wcześniej do miejscowości (kor. myŏn) Sinmak, Maeyang, Ryongp'yŏng, Ryulli, Sŏhŭng i Mokgam, a także z terenów pięciu wsi należących poprzednio do miejscowości Kup'o (Kup'o-myŏn) utworzono powiat Sŏhŭng. Składał się z jednego miasteczka (kor. ŭp) oraz 24 wsi (kor. ri).
- luty 1989 – wsie: Samch’ŏn, Sugok oraz Ŭnjŏng przeniesiono do powiatu Pongsan.

## Podział administracyjny powiatu
W skład powiatu wchodzą następujące jednostki administracyjne:
| Nazwa jednostki administracyjnej | Rodzaj jednostki administracyjnej | Chosŏn’gŭl |
| -------------------------------- | --------------------------------- | ---------- |
| Sŏhŭng-ŭp                        | miasteczko                        | 서흥읍     |
| Namhan-ri                        | wieś                              | 남한리     |
| Kŏ'mun-ri                        | wieś                              | 거문리     |
| Kach'ang-ri                      | wieś                              | 가창리     |
| Rakch'on-ri                      | wieś                              | 락촌리     |
| Yangsa-ri                        | wieś                              | 양사리     |
| Ch'ŏngp'o-ri                     | wieś                              | 청포리     |
| Hwabong-ri                       | wieś                              | 화봉리     |
| Songwŏl-ri                       | wieś                              | 송월리     |
| Sindang-ri                       | wieś                              | 신당리     |
| Unc'hŏn-ri                       | wieś                              | 운천리     |
| Jajak-ri                         | wieś                              | 자작리     |
| Hwagok-ri                        | wieś                              | 화곡리     |
| Kosŏng-ri                        | wieś                              | 고성리     |
| Paek'yang-ri                     | wieś                              | 백양리     |
| Pom'an-ri                        | wieś                              | 범안리     |
| Pongha-ri                        | wieś                              | 봉하리     |
| Kŭmnŭng-ri                       | wieś                              | 금릉리     |
| Munmu-ri                         | wieś                              | 문무리     |
| Taep'yŏng-ri                     | wieś                              | 대평리     |
| Yang'am-ri                       | wieś                              | 양암리     |